# اختلال قند ناشتا
اختلال قند ناشتا یا IFG (به انگلیسی: Impaired fasting glucose) بعنوان نوعی از بیماری پیش دیابت شناخته می‌شود که در آن سطح قند خون فرد در طول روز طبیعی است اما به‌صورت ناشتا همواره بالاتر از رنج طبیعی است. با این حال برای تشخیص دقیق نیاز به آزمایش خون می‌باشد. این بیماری می‌تواند نشانه ای از مقاومت به انسولین باشد. در نتیجه می‌تواند یکی از عوامل ایجاد کننده سندرم متابولیک نیز محسوب شود.
کسانی که دچار اختلال قند ناشتا می‌شوند، در معرض خطر بیشتری از عوارض قلبی عروقی دیابت هستند. عوارض قلبی عروقی دیابت به شکلی است که در آن هم سطح گلوکز خون افزایش پیدا می‌کند و هم‌زمان ماندگاری قند در خون طولانی‌تر می‌شود. اگر این اختلال برطرف نشود می‌تواند باعث دیابت نوع ۲ گردد. با این حال می‌توان با اصلاح سبک زندگی به راحتی از ابتلا به دیابت نوع ۲ جلوگیری کرد. متأسفانه خطر ابتلا به بیماری دیابت در افرادی که دچار اختلال قند ناشتا هستند نسبت به افراد معمولی ۱٫۵ برابر بیشتر است. اگر این افراد سبک صحیحی برای زندگی خود انتخاب نکنند در کمتر از ۳ سال به دیابت دچار می‌شوند. همچنین اختلال قند ناشتا معمولاً با اختلال تحمل گلوکز همراه است.

## علائم و نشانه‌ها
اختلال قند ناشتا غالباً علامت و نشانه خاصی ندارد، به غیر از اینکه سطح گلوکز طبیعی در نمونه خون ناشتا فرد بیشتر است. با این حال ممکن است برخی علائم زیر نیز به‌صورت جزئی مشاهده شوند:
- افزایش تشنگی
- افزایش ادرار، به خصوص بیدار شدن در شب برای دفع ادرار
- خستگی
- تاری دید
- بهبودی دیرتر زخم‌ها
- تغییر احساس، مانند بی‌حسی یا گزگز، به ویژه در دست‌ها و پاها
- عفونت‌های عودکننده، به ویژه در دستگاه ادراری

## عوامل خطرساز
اختلال قند خون ناشتا در نتیجه عدم توانایی بدن در کنترل سطح گلوکز است. عواملی که خطر این اختلال را افزایش می‌دهند عبارتند از:
- نژاد سیاه‌پوست بالای ۲۵ سال
- نژاد سفیدپوست بالای ۴۰ سال
- وجود سابقه خانوادگی دیابت نوع ۲
- اضافه وزن
- فشار خون بالا
- سابقه حمله قلبی
- سابقه سکته مغزی
- دیابت بارداری
- مشکل جدی بهداشت روانی

## نحوه تشخیص
معیارهای سازمان‌های مختلف برای شناسایی اختلال قند ناشتا متفاوت است و متداول‌ترین معیارها عبارتند از:
براساس معیار سازمان جهانی بهداشت (WHO): سطح گلوکز ناشتای پلاسما از ۶٫۱ میلی مول در لیتر (۱۱۰ میلی‌گرم در دسی لیتر) تا ۶٫۹ میلی مول در لیتر (۱۲۵ میلی‌گرم در دسی لیتر).
براساس معیار انجمن دیابت آمریکا (ADA): سطح گلوکز ناشتای پلاسما از ۵٫۶ میلی مول در لیتر (۱۰۰ میلی‌گرم در دسی لیتر) تا ۶٫۹ میلی مول در لیتر (۱۲۵ میلی‌گرم در دسی لیتر).